# Timo Behn
Timo Behn (* 1973 in Jena) ist ein deutscher bildender Künstler.

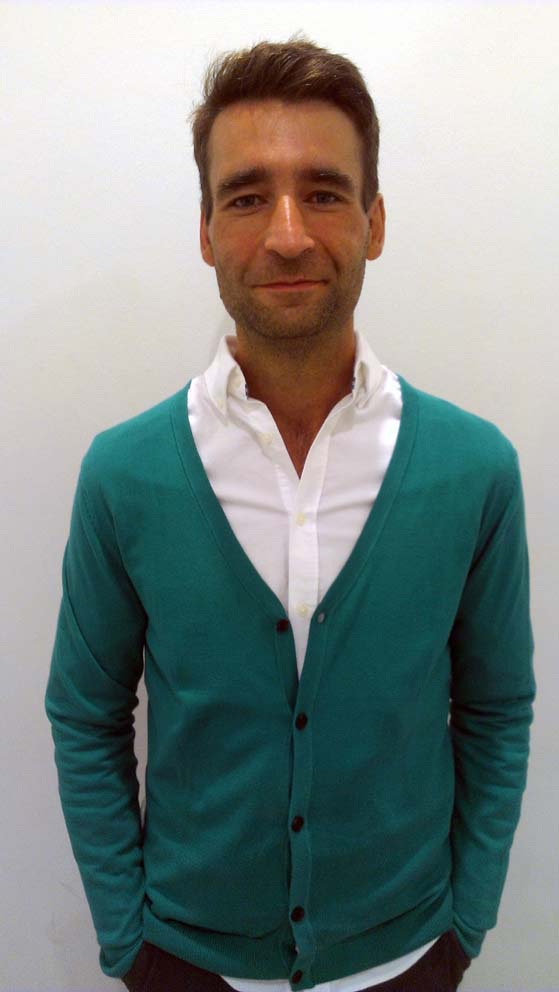
Timo Behn – Berlin 2013

## Werdegang
Timo Behn wurde 1973 in Jena geboren. Nach dem Mauerfall siedelte er nach Bayern über. Ab 2001 studierte er bildende Kunst an der Akademie der Bildenden Künste Nürnberg, wo er 2007 sein Studium als Meisterschüler Ottmar Hörls abschloss.

## Werk

### Malerei
Timo Behns Malereien können nach Motiven formal in zwei Kategorien unterteilt werden: das figurative Werk und das abstrakte Werk, das häufig einen Antagonismus zwischen exakter geometrischer Form und dekonstruierender, zergliedernder Bearbeitung der Oberflächen thematisiert.
Behn arbeitet vorwiegend großformatig (2 m × 2,8 m), bei kleinen Formaten (ab 20 × 30 cm) häufig in Werkreihen, wie 2012 gezeigt in Basel.

### Skulptur
Vorherrschend in Behns skulpturalem Werk sind Variationen über die Themen seiner abstrakten Malerei. In der Ausstellung »5 Minuten vor der Angst« in Berlin zeigte er ein begehbares Labyrinth, das aus ähnlichen Formen und Durchgängen bestand wie Arbeiten aus seiner Reihe Das große Kreischen, das im selben Jahr auf der art cologne zu sehen war.

## Ausstellungen (Auswahl)
- Timo Behn, Christian Berg, Kerstin Fischer, Sebastian Brandl, Köln, 2009 (G)
- 5 Minuten vor der Angst, Neoneo, Berlin 2010 (S)
- Das große Kreischen, Art Cologne, Open Space, Köln 2010 (S)
- Garage Sale, Sebastian Brandl, Köln, 2011 (G)
- Timo Behn & Eva von Platen, Schau Ort Zürich, 2011 (S)
- Timo Behn: Arbeiten, Sebastian Brandl, Köln, 2011 (S)
- CC Cologne Contemporaries 2012 (S)
- Schwarz, Museum für Sepulkralkultur, Kassel 2012 (S)
- Im Garten deiner Lüste, Galerie Sebastian Brandl, Basel 2012 (G)
- Künstler der Galerie: Zeigen, Sebastian Brandl, Köln 2012 (G)
- Return, Öffentlicher Raum Nürnberg, 2012 (G)
- CFK "Wie Mohn schäumt mein Herz und träumt" 2013 (S)
- BCC - Brussels Cologne Contemporaries 2014 (S)
- DCC Galerie Rupert Pfab + Sebastian Brandl im DAAB Salon Köln 2015 (G)
- Flash in the Hole Kunstraum Neuisenburg 2015 (G)
- Ottmar Hörl – Nürnberg – Best of – 2017 (G)
- Galerie Rompone – Köln – Angry Boys – 2017 (G)
- Galerie Rompone – Köln – In der Schwebe – 2017 (S)
- Kunstforeningen Det Ny Kastet in Thisted – Denmark – Angry Boys – 2018 (G)
- Kunstverein Nürnberg Kohlenhof – Im Garten deiner Lüste 2 – 2019 (S)
- Galerie Rompone - Köln - Phoenix - 2020 (G)
- Galerie Rompone - Köln - Solo Show - 2021 (S)
- KIB Raum für Kunst - Berlin - Apocalyptic Sunnflowers - 2021 (G)
- Kunstpunkt Berlin - Berlin - 2022 (G)
- Blaue Nacht - Nürnberg - 2022 (S)
- Galerie Abtart - Stuttgart - Lines to Areas - 2022 (S) -
- MUK Kunstverein - Nürnberg/Fürth - i think about you every day - 2023 (S)
- STUDIOBOX Theater Erfurt - Performative Reference to John Cage  / Part 1- 2023 (S)
- ZUMIKON STIFTUNG - Nürnberg - Residenz and Devil - 2023 - (S)
- Galerei Rompone  - Köln - Side effects - 2024 - (S)
- LANDESSTIPENDIUM  DES FREISTAATS THÜRINGEN - Performative Reference to John Cage / Part 2 - 2024 (S)